# Friedrich Erich Dobberahn

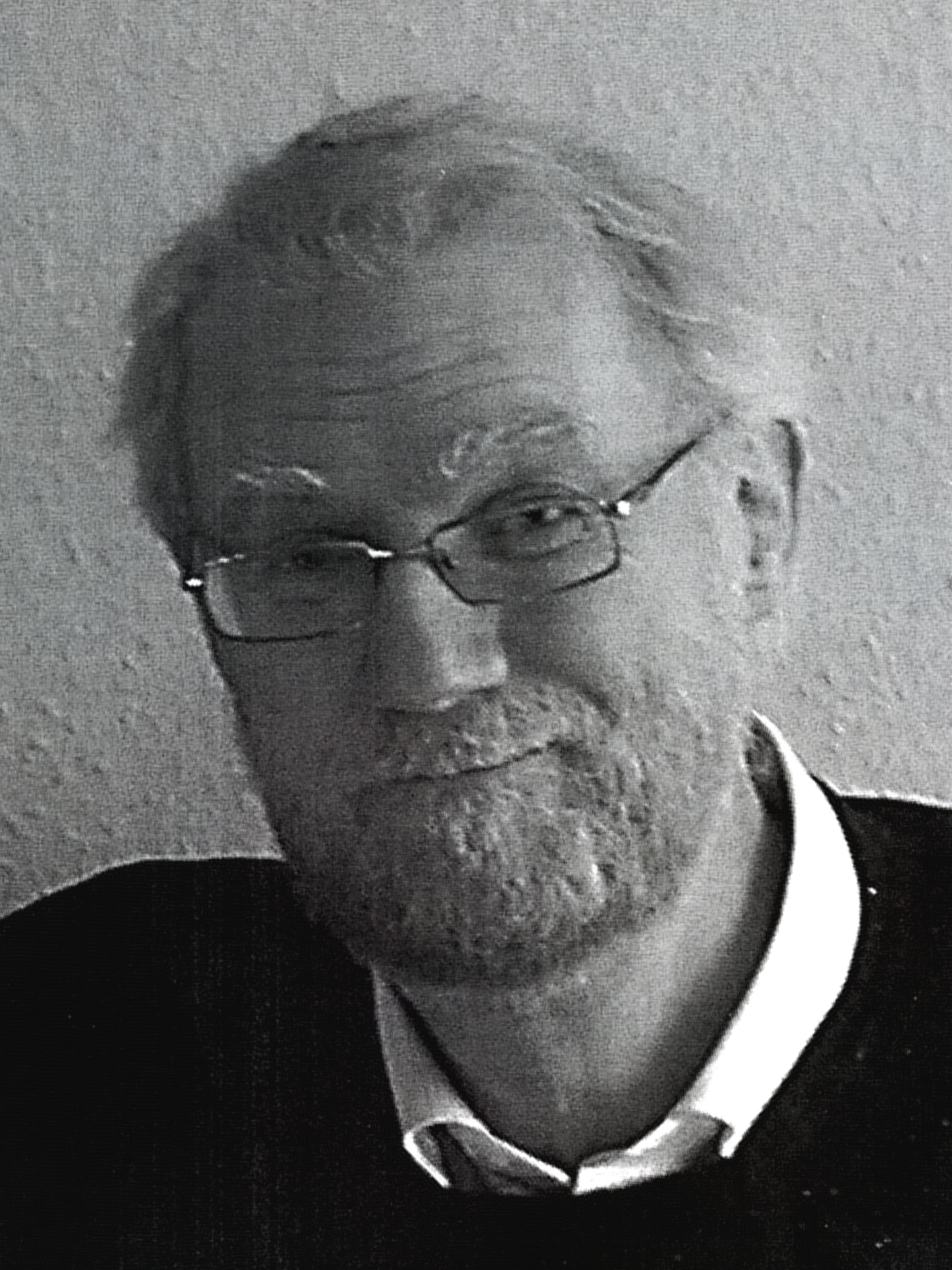
Friedrich Erich Dobberahn

Friedrich Erich Dobberahn (* 1950 in Düsseldorf) ist ein deutscher evangelischer Theologe (Alttestamentler), Religions- und Sprachwissenschaftler (Semitist).

## Leben
Friedrich Erich Dobberahn studierte Evangelische Theologie und Orientalische Sprachen (Semitistik und Ägyptologie) an der Rheinischen Friedrich-Wilhelms-Universität in Bonn und an der Westfälischen Wilhelms-Universität in Münster. 1976 promovierte er in Bonn mit einer Edition und Kommentierung äthiopischer Zaubertexte zum Dr. phil. und 1984 mit einer vergleichenden Studie zur Prophetie im Alten Testament und Qur’ān zum Dr. theol. 1977 legte er das Erste Theologische Examen, 1982 das Zweite Theologische Examen in Düsseldorf ab. Nach seinem Ersten Theologischen Examen war er von 1977 bis 1980 Studieninspektor im Adolf-Clarenbach-Haus in Bonn. In dieser Zeit studierte er in Bonn aus Interesse an der Naturwissenschaft und Umwelterhaltung Agrarwissenschaft und legte den ersten Teil des Vordiploms ab. Nach Vikariat in Bad Kreuznach-Winzenheim (1981–1982) und Pfarramt in Wuppertal-Ronsdorf (1982 bis 1985), zu welchem auch seine synodale Beauftragung als Berater und Begleiter von Wehrdienst-/Kriegsdienstverweigerern gehörte, war er von 1985 bis 1993 Professor Catedrático für Altes Testament und semitische Sprachen an der Theologischen Hochschule der Evangelischen Kirche Lutherischen Bekenntnisses in Brasilien in São Leopoldo.
Von 1993 bis 1997 trat Dobberahn wieder in Wuppertal-Süd ein Gemeindepfarramt an, lehrte außerdem für zweieinhalb Jahre Berufsethik an der dortigen Bereitschaftspolizei-Ausbildungsstätte und war auf kreissynodaler Ebene Leiter des Gesprächskreises Christentum/Islam. 1997 übernahm er am Missionsseminar des Evangelisch-Lutherischen Missionswerkes in Niedersachsen in Hermannsburg Lehraufträge für Altes Testament, Islamkunde und Allgemeine Religionswissenschaft. Von 2001 bis 2005 war er Principal des Missionsseminars und Mitglied im Missionsvorstand des Evangelisch-Lutherischen Missionswerks in Niedersachsen. Von 2001 bis 2005 gehörte er der Theologischen Kammer der Evangelisch-Lutherischen Kirche in Braunschweig an. Im Bologna-Verbund war er außerdem Recognized Lecturer der University of Birmingham im Vereinigten Königreich sowie der Missionshochschule Stavanger in Norwegen. 2006 wurde er emeritiert, lehrte aber von 2007 bis 2015 an der CVJM-Hochschule in Kassel Altes Testament, Islamkunde und Allgemeine Religionswissenschaft. Seit 2013 unterrichtet er am Celler Gymnasium Ernestinum Hebräisch und für interessierte Schülergruppen auch Jiddisch und Arabisch.
Dobberahn ist seit 1982 verheiratet mit Ellen Gladys Dobberahn, geb. Dyckerhoff (* 1953 in Mülheim/Ruhr), hat zwei erwachsene Söhne, zwei erwachsene Töchter und neun Enkel.

## Schaffen
Zu den Themen der lateinamerikanischen Befreiungstheologie publizierte Dobberahn zwischen 1985 und 1993 zunächst in Brasilien eine größere Anzahl exegetischer Artikel in Portugiesisch und Spanisch in verschiedenen Zeitschriften (Estudos Teológicos, Estudos Bíblicos, Proclamar Libertação, Simpósio, Revista de Interpretação Bíblica Latino-Americana, Revista Ecclesiástica Brasileira, Estudos Leopoldenses, Revista Bíblica, Teocomunicação, Vox Scripturae u. a.).
In den Jahrbüchern für Evangelische Kirchengeschichte des Rheinlandes publizierte er ab 2016 Aufsätze zur Religionspädagogik und Kriegstheologie 1914–1918. Daraus ging 2021 bei Vandenhoeck & Ruprecht sein Werk „Deutsche Theologie im Dienste der Kriegspropaganda – Umdeutung von Bibel, Gesangbuch und Liturgie 1914–1918“ hervor, das die Linien der deutschen Kriegstheologie bis 1945 verfolgt und auf gleichartige Entwicklungen von heute aufmerksam macht.

## Veröffentlichungen (Auswahl)

### Bücher
- Fünf äthiopische Zauberrollen – Text, Übersetzung, Kommentar. Inaugural-Dissertation zur Erlangung der Doktorwürde der Philosophischen Fakultät (Bonn), der Rheinischen Friedrich-Wilhelms-Universität Bonn, Druckerei der Rheinischen Friedrich-Wilhelms-Universität Bonn; = Beiträge zur Sprach- und Kulturgeschichte des Orients, Bd. 25, (hrsg. v. Otto Spies), Bonn / Wiesbaden, 1976, 322 Seiten; vgl. die Rezension von E. Wagner in der Zeitschrift der deutschen morgenländischen Gesellschaft (ZDMG) 127, Wiesbaden, S. 454.
- Verkündigung und Sprachdesintegration – Aspekte der Schriftlichkeit der vorexilischen Gerichtsprophetie des Alten Testaments (Buchfassung der Bonner Theologischen Inaugural-Dissertation), Frankfurt / M., 1984, 334 Seiten; vgl. die Rezension von R. Stahl in der Orientalistischen Literaturzeitung 83, Leipzig, 1988, S. 565 ff. ISBN 3-88323-470-2
- „A Salvação se fez Pão“ – Estudos bíblicos sobre „O pão nosso de cada dia“; zusammen mit den Kollegen des Departamento Bíblico der Theologischen Hochschule, São Leopoldo, Sinodal, 1989, 95 Seiten (= „Das Heil wurde Brot“ – Bibelstudien zur Vater-Unser-Bitte „Unser tägliches Brot gib uns heute!“).
- Método Histórico Crítico [Leitura da Bíblia, vol. 4] zusammen mit Martin Volkmann, Ely Éser Barreto César, CEDI, São Paulo/SP, 1992, 92 Seiten (= Über die historisch-kritische Methode); vgl. die Rezension von R. Zwetsch, in: RIBLA 13, Petrópolis, Vozes, 1993, S. 96–101.
- Das Maṣḥafa Genzat – Text, Übersetzung und Kommentar, in: Hansjakob Becker & Hermann Ühlein (Hrsg.), Liturgie im Angesicht des Todes I-II, Pietas Liturgica 9–10, Eos-Verlag Erzabtei, St. Ottilien, 1997, I, S. 137–316.657–683; II, S. 859–1036.1397–1432.1469–1486 (Edition, Übersetzung und Kommentierung des umfangreichen äthiopischen liturgischen Textes, [Ge’ez]). ISBN 3-88096-269-3, ISBN 3-88096-290-1.
- Deutsche Theologie im Dienste der Kriegspropaganda – Umdeutung von Bibel, Gesangbuch und Liturgie 1914–1918, mit einem Vorwort von Günter Brakelmann, Vandenhoeck & Ruprecht, Göttingen, 2021, ISBN 978-3-525-56556-8; zweite, durchgesehene und ergänzte Auflage, Brill-Deutschland / Vandenhoeck & Ruprecht, Göttingen, 2023 in zwei Bänden, ISBN 978-3-525-56524-7.
- Kontroverse um ein Anti-Kriegs-Buch - Die Sprachverbrechen der Theologie 1914–1918 und die klerikale Sackgasse einer Rezension, edition kirche & weltkrieg, Band 15, Norderstedt, 2023, ISBN 978-3-7578-8929-6.

### Artikel
- Criação, Meio Ambiente e Ecologia no Antigo Testamento, in: Estudos Teológicos 30 [1], São Leopoldo-RS, EST, 1990, S. 47–58 (= Eine Untersuchung zu Schöpfung, Umwelt und Ökologie im Alten Testament).
- Uma Antiga Denúncia da Crise Urbana; Isaías e a Arqueologia das Grandes Cidades no Antigo Oriente, In: Estudos Leopoldenses nº 129/130, vol. 28, Set./Dez 1992, S. 129–144.
- „Sou Cidadão de que País? Sou Herói de que História?“ – Os Meninos e Meninas de Rua – Hoje e no Antigo Testamento (zusammen mit Walter Marschner), in: Estudos Bíblicos 27, Petrópolis-RJ, Vozes, 1990, S. 9–19 (= Über die Straßenkinder heute und im Alten Testament).
- Redescobrindo as cruzes lá onde foram erguidas – Reflexões sobre uma Arqueologia do Proletariado, in: Estudos Teológicos 31 [1], São Leopoldo-RS, EST, 1991, S. 85–100, zusammen mit Verner Hoefelmann (= Entwurf einer Archäologie der „Kleinen Leute“).
- Vom Zwangschristentum zur Befreiungsspiritualität – Die unterschätzte Rolle der afro-brasilianischen Umbanda im Volkskatholizismus der Basisgemeinden, in: Dialogische Erziehung (Informationen zur Paulo Freire Pädagogik) 11 (1–2, 2007), Paulo Freire Verlag, Oldenburg, 2007, S. 36–47; leicht überarbeitet in: Vision / Mission 27, Zeitschrift des Missionsseminars Hermannsburg, Hermannsburg, 2007, S. 29–37.
- Der Aufstieg eines hebräischen Sklaven zum Reformator der ägyptischen Staatsökonomie. Zur Biographie des alttestamentlichen Joseph vor dem Hintergrund der politischen und wirtschaftlichen Geschichte Ägyptens am Ende des 2. Jahrtausends v. Chr. In: Paul Imhof, Josef Reiter (Hrsg.), Strukturen der Wirklichkeit Bd. 3 („Wissen um Werte“), via verbis verlag, Scheidegg, 2007, S. 126–151. ISBN 978-3-933902-22-1
- mit Harald Faber: Die Frühgeschichte des Islams – ein gigantisches Fälschungswerk?, in: Hikma – Zeitschrift für islamische Theologie und Religionspädagogik, Jg. 3 (2012), Heft 4, S. 30–58, ISSN 2191-0456
- Gewalt im Alten Testament – unser Unbehagen und Unverständnis, in: Friedrich Erich Dobberahn / Peter Schierz (Hrsg.), Raum der Begegnung – Perspektiven der Bildung, Forschung und Lehre im Spannungsfeld multikultureller und multireligiöser Gesellschaft, Festschrift für Kurt Willibald Schönherr, 2., veränderte Auflage, via verbis verlag, Taufkirchen, 2013, S. 119–152. ISBN 978-3-933902-30-6
- „Muḥammad oder Christus?“ – Zur Luxenberg’schen Neudeutung der Kūfī-Inschriften von 72h (= 691/692 n. Chr.) im Felsendom zu Jerusalem, in: Martin Tamcke (Hrsg.), „Orientalische Christen und Europa – Kulturbegegnung zwischen Interferenz, Partizipation und Antizipation“, Göttinger Orientforschungen, Reihe I, Bd. 41: Syriaca, Otto Harrassowitz, Wiesbaden, 2012, S. 123–157. ISBN 978-3-447-06757-7 – In der 2., veränderten Auflage der Schönherr-Festschrift „Raum der Begegnung“, via verbis verlag, Taufkirchen, 2013, S. 171–225 neubearbeitet unter dem Titel: „Die Kūfī-Inschriften von 72h (= 691/692 n. Chr.) an der Außen- und Innenseite des oktagonalen Arkadenumlaufs im Felsendom zu Jerusalem“ – Ein Beitrag zur neueren Diskussion in der Islamwissenschaft. ISBN 978-3-933902-30-6
- Zur Anwendung der Saarbrücker Islamforschung im interreligiösen Dialog - Eine Auseinandersetzung mit dem Entwurf Andreas Götzes, in: Claudia Rammelt / Cornelia Schlarb / Egbert Rammelt (Hrsg.), Begegnungen in Vergangenheit und Gegenwart – Beiträge dialogischer Existenz, Festschrift Martin Tamcke zum 60. Geburtstag, Berlin, 2015, S. 304–322. ISBN 978-3-643-13070-9
- Verlust und Rückeroberung der Heilsgeschichte – zur Entstehung des schi’itischen Islamismus, in: Wilhelm Eppler (Hrsg.), Fundamentalismus als religionspädagogische Herausforderung, Vandenhoeck & Ruprecht, Göttingen, 2015, S. 105–138. ISBN 978-3-8471-0419-3
- „The Coming is upon us“ – Dokumentation eines islamistischen Videos aus dem Iran, in: Wilhelm Eppler (Hrsg.), Fundamentalismus als religionspädagogische Herausforderung, Vandenhoeck & Ruprecht, Göttingen, 2015, S. 139–160. ISBN 978-3-8471-0419-3
- Religionspädagogik und Kriegstheologie im Ersten Weltkrieg – Pfarrer Krummachers Konfirmandenunterricht an der Kaiserin Augusta-Stiftung zu Potsdam im Ersten Kriegsjahr, in: Jahrbuch für Evangelische Kirchengeschichte des Rheinlandes, Jg. 65 (hrsg. v. Hermann Peter Eberlein / Beate Magen / Andreas Mühling), Düsseldorf, 2016, S. 117–160. ISSN 0540-6226
- Wie man vom Genozid reden muss – Epigrafische Zeugnisse aus dem Celler Landkreis, in: Celler Chronik – Beiträge zur Geschichte und Geographie der Stadt und des Landkreises Celle, Bd. 24 (hrsg. v. Andreas Flick / Sabine Maehnert), Museumsverein Celle, Celle, 2017, S. 117–149. ISSN 0177-719X
- „Schauerliche kirchliche Pseudoprophetie“ – Kriegsliturgien und Kriegsgesangbücher im ersten Kriegsjahr 1914 / 1915, in: Jahrbuch für Evangelische Kirchengeschichte des Rheinlandes, Jg. 67 (hrsg. v. Hermann Peter Eberlein / Beate Magen / Andreas Mühling), Düsseldorf, 2018, S. 143–190. ISSN 0540-6226
- Vom Egoismus zum „Ökoismus“ – Ein Essay zur Ökologie im ersten und zweiten Schöpfungsbericht des Alten Testaments [Wir denken um. Wir handeln], in: Gymnasium Ernestinum, Jahrbuch 2019/2020: „Alle reden über das Klima – Wir denken um. Wir handeln“, hrsg. v. Clemens Radke u. a., Celle, 2020, S. 217–230.
- Das Unglaublichste – Ein Märchen von Hans Christian Andersen und der Putin-Krieg, in: Gymnasium Ernestinum, Jahrbuch 2021/2022: „Schule im Ausnahmezustand – Herausforderung angenommen“, hrsg. v. Clemens Radke u. a., Celle, 2022, S. 221–233.

## Würdigung
2010 erschien zum 60. Geburtstag Dobberahns im via verbis verlag die Festschrift Geschichten verändern Geschichte – Perspektiven der Unerschöpflichkeit des Biblischen Wortes (hrsg. v. Hans-Joachim Tambour / Friederike Immanuela Popp), Taufkirchen, 2010. ISBN 978-3-933902-25-2. Diese Festschrift enthält auf den Seiten 16–25 eine Biographie und Charakteristik Dobberahns insbesondere als Befreiungstheologe und Hochschullehrer.